# Sloche (groupe)
Pour l’article homonyme, voir Sloche.
Sloche était un groupe de rock progressif québécois dans les années 1970. Le nom du groupe est dérivé du mot utilisé dans le langue populaire québécoise pour désigner la neige mouillée (mot lui-même dérivé du terme anglais « slush ».

## Historique
Sloche a été formé vers 1971. Le groupe a connu des changements de personnel avant d'enregistrer son premier album, J'Un Oeil, en 1975. Les chansons ont été diffusées à la radio dans certaines régions du Québec.
Leur album « J'Un Oeil » mettait en vedette Réjean Yacola aux pianos électriques et acoustiques, pianos électriques Fender Rhodes et Wurlitzer, Clavinet, Minimoog, percussions et chant, Martin Murray à l'orgue Hammond B3, pianos Minimoog, Wurlitzer et Solina, saxophone, percussions et chant, Carol Berard aux guitares acoustiques et électriques, percussions et chant, Pierre Hébert à la basse, percussions et chant et Gilles Chiasson à la batterie.
En 1976, le groupe a sorti son deuxième et dernier album, « Stadaconé » ; le son était un mélange de rock et de funk,.
En 2009, les deux albums ont été remasterisés et réédités en CD.

## Discographie
- J'un Oeil (1975)
- Stadaconé (1976)